# Almanach (zespół muzyczny)
Almanach – polska rockowa grupa wokalno-instrumentalna powstała na początku lat 70. w Skierniewicach.

## Historia
Zespół utworzyli uczniowie klasy IIIa Technikum Mechanicznego w Skierniewicach. Swój pierwszy występ dali w 1972 roku z okazji szkolnej akademii 1-majowej. Wystąpili wtedy pod nazwą „Caseta-72”. Początkowy skład zespołu tworzyli: Jacek Maćkowiak – śpiew, Ryszard Nowacki – gitara prowadząca, Andrzej Borzykowski – gitara basowa, Kazimierz Hejhman – gitara podkładowa, Mirosław Dymkowski – perkusja. Przez pierwsze dwa lata działalności grupa koncertowała w szkolnej świetlicy z okazji lokalnych uroczystości i akademii. Zmieniał się też jej skład, ale liderami cały czas byli Maćkowiak i Dymkowski. W czerwcu 1974 roku członkowie zespołu skończyli technikum i ich drogi życiowe się rozeszły. Zespół zawiesił działalność na ponad dwa lata. W październiku 1976 roku z inicjatywy Maćkowiaka i Dymkowskiego reaktywowano grupę, ale już pod nową nazwą „Almanach”.
Miesiąc po reaktywacji, w listopadzie 1976 roku „Almanach” wziął udział w Międzywojewódzkim Przeglądzie Piosenki i Muzyki Młodzieżowej w Żyrardowie. Zdobył II nagrodę dla zespołu i II nagrodę dla wokalisty – Jacka Maćkowiaka. Zespół został też zakwalifikowany do eliminacji międzywojewódzkich w Warszawie.
Dzięki uprzejmości dyrekcji szkoły podstawowej nr 1 w Skierniewicach, zespół organizował regularne próby na sali gimnastycznej. Na przełomie 1976/1977 przygotował nowe utwory, często też koncertował na terenie Skierniewic. W 1977 roku grupa ponownie wzięła udział w Przeglądzie Piosenki i Muzyki Młodzieżowej w Żyrardowie zdobywając tym razem I nagrodę. W kategorii solistów II nagrodę otrzymał Jacek Maćkowiak (pierwszej nagrody nie przyznano). Zespół zaczął koncertować poza Skierniewicami. Wziął udział m.in. w Przeglądzie Piosenki w Łodzi, w XIII Krajowym Festiwalu Piosenkarzy i Zespołów Amatorskich w Jeleniej Górze, gdzie otrzymał Wyróżnienie Specjalne w kategorii debiutów oraz nagrodę pieniężną. O odniesionym sukcesie na festiwalu, gdzie dominowały zespoły jazzowe, napisał ogólnokrajowy miesięcznik „Jazz”.
Na początku 1978 roku, dzięki pomocy ZW ZSMP w Skierniewicach, zespół wyjechał na II Ogólnopolski Festiwal Piosenki do Torunia. 10 najlepszych miało zapewniony występ na koncercie debiutów w Krajowym Festiwalu Piosenki w Opolu. Niestety „Almanach” nie zakwalifikował się.
Przez kolejne dwa lata grupa brała udział w różnych konkursach oraz dawał komercyjne koncerty. W tym czasie z zespołu odszedł gitarzysta Bogdan Krzyżanowski, zastąpił go Krzysztof Oleszkin, dołączył też klawiszowiec Marek Cybula.
Po ogłoszeniu stanu wojennego w 1981 roku zespół koncertował rzadziej. Na początku 1982 roku z inicjatywy Jacka Maćkowiaka „Almanach” rozpoczął prace w nowym składzie nad nowym repertuarem. Równolegle przygotowywał się do VII Przegląd Piosenki i Muzyki Młodzieżowej. Członkowie zespołu skomponowali własne utwory, m.in.: „Jestem tu!”, „Jeden dzień z własnego życia”, „Sposób na życie”, „Słońce” oraz „To Ziemia” (przypadkowa zbieżność z utworem Stana Borysa).
Na początku 1983 grupa dostała się do finału VII Przeglądu Piosenki i Muzyki Młodzieżowej we Wrocławiu. W kolejnych latach „Almanach” brał udział w różnych konkursach i przeglądach, ale jego działalność w znaczniej mierze sprowadzała się do grania komercyjnego. W 1987 roku zespół zakończył działalność.

## Skład zespołu
Cały czas w zespole grali:
- Jacek Maćkowiak, śpiew,
- Zbigniew Kubiak, gitara basowa.

oraz inni artyści związani z zespołem w różnych okresach:
- Mirosław Dymkowski, perkusja,
- Marek Cybula, instrumenty klawiszowe,
- Krzysztof Oleszkin, gitara solowa (lutnik, producent gitar elektrycznych),
- Bogdan Krzyżanowski, gitara,
- Jan Małaszkiewicz, perkusja,
- Dariusz Kaszubski, gitara.

## Galeria

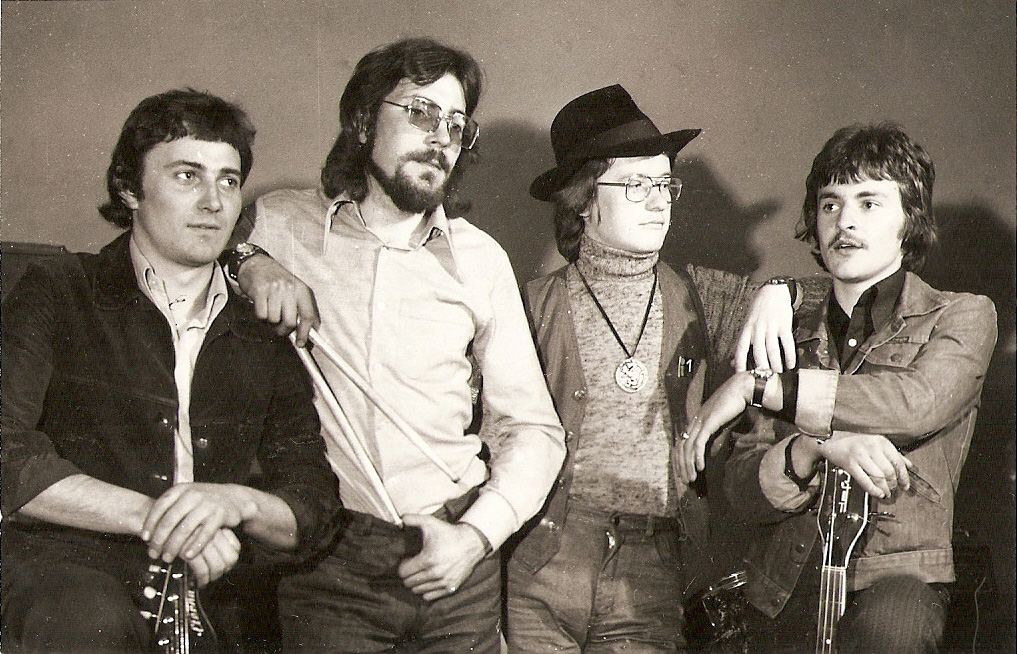
Członkowie zespołu, 1976 rok. Od lewej: Bogdan Krzyżanowski (gitara), Mirosław Dymkowski (perkusja), Jacek Maćkowiak (śpiew), Zbigniew Kubiak (gitara basowa)
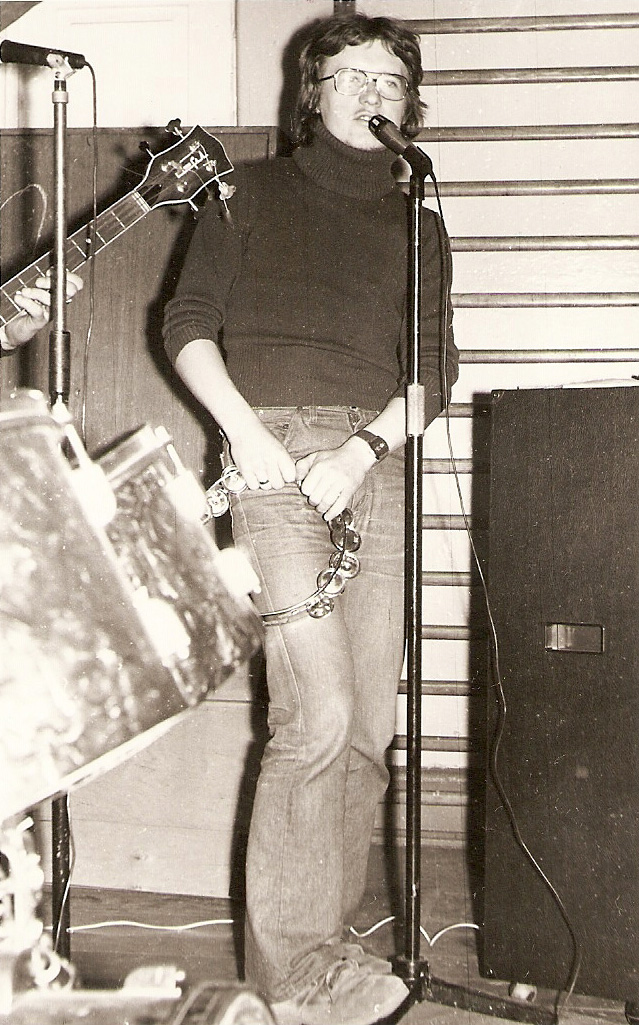
Koncert zespołu 1976 r., Jacek Maćkowiak (śpiew)
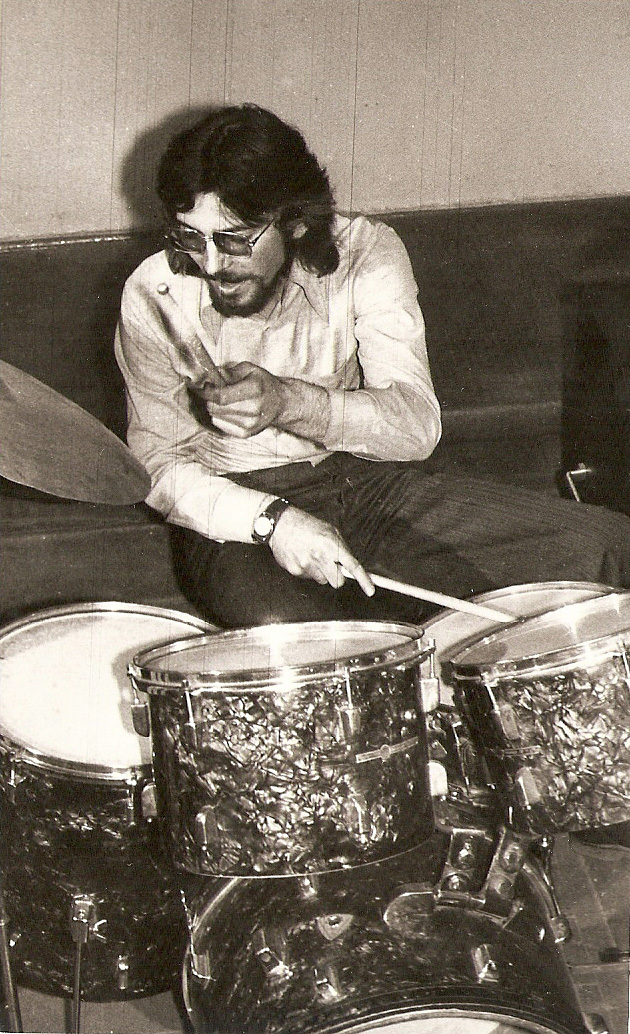
Próba zespołu 1976 r., Mirek Dymkowski (perkusja)
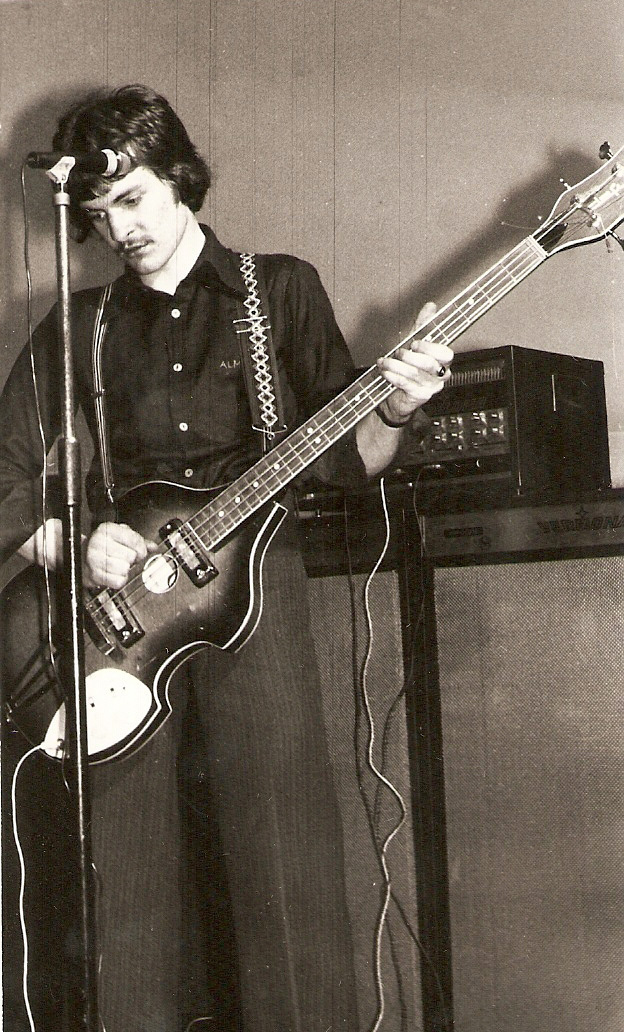
Koncert zespołu, Zbyszek Kubiak (gitara basowa)
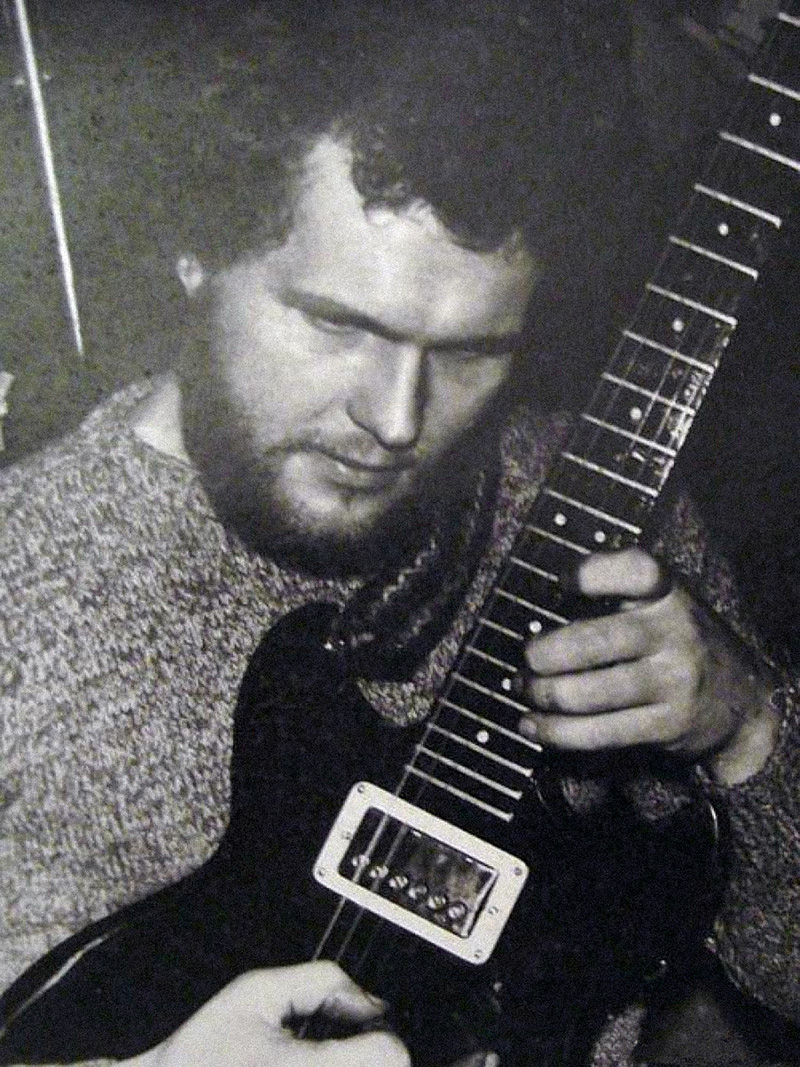
Krzysztof Oleszkin – wybitny gitarzysta i lutnik, producent gitar elektrycznych. Grał w zespole „Almanach” od 1979 r. do końca istnienia zespołu
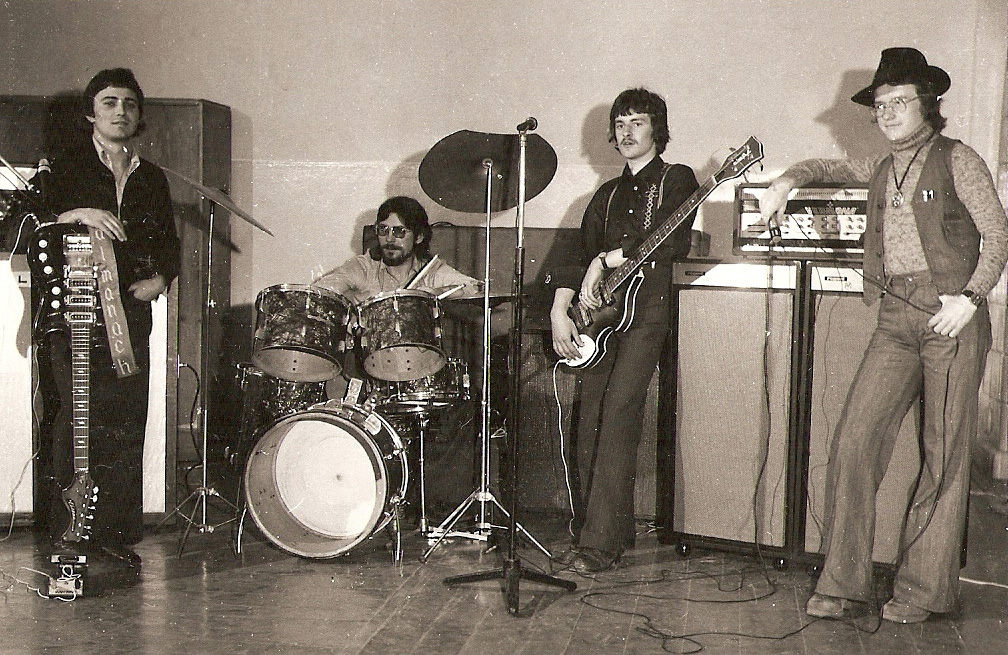
Próba zespołu (1976 rok)
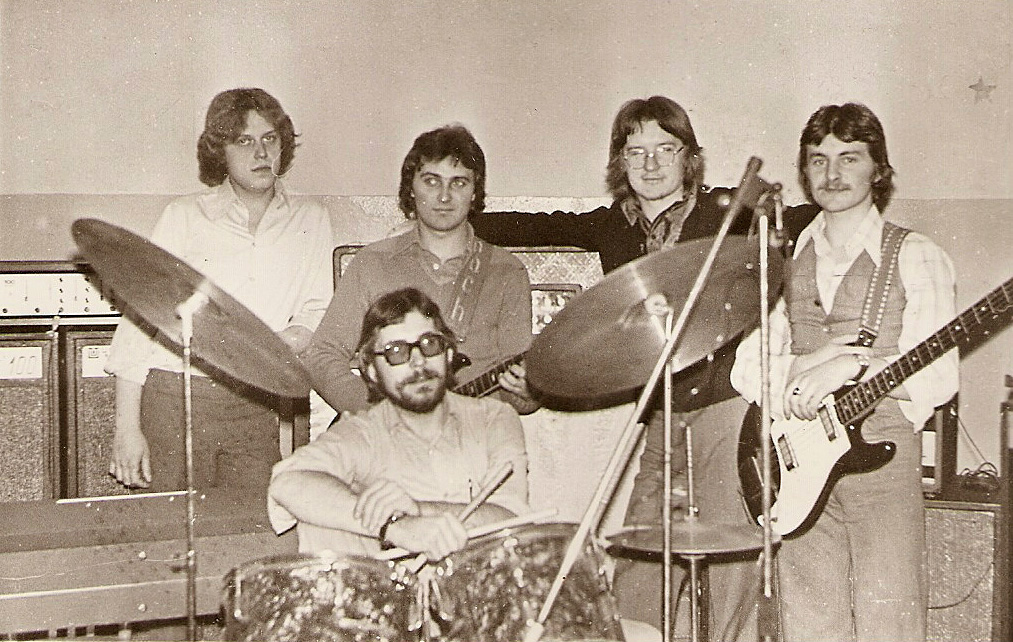
Próba zespołu (1978 rok)